# ATP Buzios
Il Torneo di Buzios è stato un torneo maschile di tennis giocato su campi in cemento di Armação dos Búzios in Brasile.
L'evento faceva parte dell'ATP Tour nel 1991 e nel 1992.

## Albo d'oro

### Singolare
| Anno | Vincitore    | Finalista    | Punteggio     |
| ---- | ------------ | ------------ | ------------- |
| 1991 | Jordi Arrese | Jaime Oncins | 1–6, 6–4, 6–0 |
| 1992 | Jaime Oncins | Luis Herrera | 6–3, 6–2      |

### Doppio
| Anno | Vincitori                     | Finalisti                       | Punteggio     |
| ---- | ----------------------------- | ------------------------------- | ------------- |
| 1991 | Sergio Casal / Emilio Sánchez | Javier Frana / Leonardo Lavalle | 4–6, 6–3, 6–4 |
| 1992 | Maurice Ruah / Mario Tabares  | Mark Keil / Tom Mercer          | 7–6, 6–7, 6–4 |